# Canottaggio ai Giochi della XIX Olimpiade - Otto maschile
La competizione dell'Otto maschile dei Giochi della XIX Olimpiade si è svolta nei giorni dal 13 al 19 ottobre 1968 nella Pista Olímpica de Remo y Canotaje Virgilio Uribe del Canal de Cuemanco, Città del Messico.

## Programma
| Data            | Round      | Note                                             |
| --------------- | ---------- | ------------------------------------------------ |
| 13 ottobre 1968 | 2 Batterie | I vincitori in Finale A. I restanti ai recuperi. |
| 15 ottobre 1968 | 2 Recuperi | I primi due in Finale A. I restanti in finale B. |
| 18 ottobre 1968 | Finale B   |                                                  |
| 19 ottobre 1968 | Finale A   |                                                  |

## Risultati

### Batterie
| Pos. | Nazione        | Atleti | Totale  | Nota |
| ---- | -------------- | --- | ------- | ---- |
| 1    | Germania Ovest | Horst Meyer, Dirk Schreyer, Rüdiger Henning Wolfgang Hottenrott, Lutz Ulbricht, Egbert Hirschfelder Jörg Siebert, Niko Ott, Tim. Gunther Tiersch  | 6'04"22 | Q    |
| 2    | Australia      | Alf Duval, Michael Morgan, Joe Fazio Peter Dickson, David Douglas, JR Ranch Gary Pearce, Bob Shirlaw, Tim. Alan Grover                            | 6'06"87 |      |
| 3    | Cecoslovacchia | Vladimír Jánoš, Zdeněk Kuba, Oldřich Svojanovský Karel Kolesa, Pavel Svojanovský, Jan Wallisch Otakar Mareček, Petr Čermák, Tim. Jiří Pták        | 6'13"30 |      |
| 4    | Canada         | Neil Campbell, John Ross, Clayton Brown Richard Crooker, Daryl Sturdy, Richard Symsyk John McIntyre, Daryl MacDonald, Tim. Joel Finlay            | 6'21"22 |      |
| 5    | Messico        | Edgar Morales, Víctor Cervantes, Emilio Leal Sergio Vásquez, Miguel Fuentes, Antonio Páramo Federico Arce, Amado Mediña, Tim. Rodolfo Santillán   | 6'32"66 |      |
| 6    | Giappone       | Masatoshi Shimizu, Tomio Murai, Tadamasa Kato Shigeru Miyagawa, Fumio Nakata, Jujiro Tanaka Toshi Fukumasu, Yoshinori Arai, Tim. Katsumi Yamamoto | 6'34"79 |      |

| Pos. | Nazione          | Atleti | Totale  | Nota |
| ---- | ---------------- | --- | ------- | ---- |
| 1    | Nuova Zelanda    | Alan Webster, Wybo Veldman, Alistair Dryden John Hunter, Mark Brownlee, John Gibbons Tom Just, Gil Cawood, Tim. Robert Page                                               | 6'05"62 | Q    |
| 2    | Germania Est     | Günter Bergau, Klaus-Dieter Bähr, Claus Wilke Peter Gorny, Reinhard Zerfowski, Peter Hein Manfred Schneider, Peter Prompe, Tim. Karl-Heinz Danielowski                    | 6'09"48 |      |
| 3    | Unione Sovietica | Zigmas Jukna, Antanas Bagdonavičius, Volodymyr Sterlik Juozas Jagelavičius, Aleksandr Martyshkin, Vytautas Briedis Valentyn Kravchuk, Viktor Suslin, Tim. Yury Lorentsson | 6'09"65 |      |
| 4    | Paesi Bassi      | Maarten Kloosterman, Piet Bon, Eric Niehe Jaap Reesink, Gee van Enst, Jan Steinhauser Erik Wesdorp, Jan van Laarhoven, Tim. Arthur Koning                                 | 6'12"23 |      |
| 5    | Stati Uniti      | Steve Brooks, Curtis Canning, Jake Fiechter David Higgins, Franklin Hobbs, Paul Hoffman Andy Larkin, Cleve Livingston, Tim. Scott Steketee                                | 6'15"42 |      |
| 6    | Gran Bretagna    | Peter Thomas, Andrew Bayles, Patrick Wright Peter Knapp, John Mullard, Robin Yarrow Bruce Carter, Michael Cooper, Tim. Timothy Kirk                                       | 6'22"20 |      |

### Recuperi
| Pos. | Nazione        | Atleti | Totale  | Nota |
| ---- | -------------- | --- | ------- | ---- |
| 1    | Cecoslovacchia | Vladimír Jánoš, Zdeněk Kuba, Oldřich Svojanovský Karel Kolesa, Pavel Svojanovský, Jan Wallisch Otakar Mareček, Petr Čermák, Tim. Jiří Pták             | 6'19"34 | Q    |
| 2    | Stati Uniti    | Steve Brooks, Curtis Canning, Jake Fiechter David Higgins, Franklin Hobbs, Paul Hoffman Andy Larkin, Cleve Livingston, Tim. Scott Steketee             | 6'19"81 | Q    |
| 3    | Germania Est   | Günter Bergau, Klaus-Dieter Bähr, Claus Wilke Peter Gorny, Reinhard Zerfowski, Peter Hein Manfred Schneider, Peter Prompe, Tim. Karl-Heinz Danielowski | 6'21"71 |      |
| 4    | Canada         | Neil Campbell, John Ross, Clayton Brown Richard Crooker, Daryl Sturdy, Richard Symsyk John McIntyre, Daryl MacDonald, Tim. Joel Finlay                 | 6'31"14 |      |
| 5    | Gran Bretagna  | Peter Thomas, Andrew Bayles, Patrick Wright Peter Knapp, John Mullard, Robin Yarrow Bruce Carter, Michael Cooper, Tim. Timothy Kirk                    | 6'43"55 |      |

| Pos. | Nazione          | Atleti | Totale  | Nota |
| ---- | ---------------- | --- | ------- | ---- |
| 1    | Australia        | Alf Duval, Michael Morgan, Joe Fazio Peter Dickson, David Douglas, JR Ranch Gary Pearce, Bob Shirlaw, Tim. Alan Grover                                                    | 6'10"80 | Q    |
| 2    | Unione Sovietica | Zigmas Jukna, Antanas Bagdonavičius, Volodymyr Sterlik Juozas Jagelavičius, Aleksandr Martyshkin, Vytautas Briedis Valentyn Kravchuk, Viktor Suslin, Tim. Yury Lorentsson | 6'12"12 | Q    |
| 3    | Paesi Bassi      | Maarten Kloosterman, Piet Bon, Eric Niehe Jaap Reesink, Gee van Enst, Jan Steinhauser Erik Wesdorp, Jan van Laarhoven, Tim. Arthur Koning                                 | 6'12"90 |      |
| 4    | Messico          | Edgar Morales, Víctor Cervantes, Emilio Leal Sergio Vásquez, Miguel Fuentes, Antonio Páramo Federico Arce, Amado Mediña, Tim. Rodolfo Santillán                           | 6'43"13 |      |
| 5    | Giappone         | Masatoshi Shimizu, Tomio Murai, Tadamasa Kato Shigeru Miyagawa, Fumio Nakata, Jujiro Tanaka Toshi Fukumasu, Yoshinori Arai, Tim. Katsumi Yamamoto                         | 6'44"37 |      |

### Finale B
| Pos. | Nazione       | Atleti | Totale  | Nota |
| ---- | ------------- | --- | ------- | ---- |
| 7    | Germania Est  | Günter Bergau, Klaus-Dieter Bähr, Claus Wilke Peter Gorny, Reinhard Zerfowski, Peter Hein Manfred Schneider, Peter Prompe, Tim. Karl-Heinz Danielowski | 6'11"69 |      |
| 8    | Paesi Bassi   | Maarten Kloosterman, Piet Bon, Eric Niehe Jaap Reesink, Gee van Enst, Jan Steinhauser Erik Wesdorp, Jan van Laarhoven, Tim. Arthur Koning              | 6'14"18 |      |
| 9    | Canada        | Neil Campbell, John Ross, Clayton Brown Richard Crooker, Daryl Sturdy, Richard Symsyk John McIntyre, Daryl MacDonald, Tim. Joel Finlay                 | 6'18"65 |      |
| 10   | Gran Bretagna | Peter Thomas, Andrew Bayles, Patrick Wright Peter Knapp, John Mullard, Robin Yarrow Bruce Carter, Michael Cooper, Tim. Timothy Kirk                    | 6'29"23 |      |
| 11   | Messico       | Edgar Morales, Víctor Cervantes, Emilio Leal Sergio Vásquez, Miguel Fuentes, Antonio Páramo Federico Arce, Amado Mediña, Tim. Rodolfo Santillán        | 6'41"62 |      |
| 12   | Giappone      | Masatoshi Shimizu, Tomio Murai, Tadamasa Kato Shigeru Miyagawa, Fumio Nakata, Jujiro Tanaka Toshi Fukumasu, Yoshinori Arai, Tim. Katsumi Yamamoto      | 6'52"02 |      |

### Finale A
| Pos.    | Nazione          | Atleti | Totale  | Nota |
| ------- | ---------------- | --- | ------- | ---- |
| Oro     | Germania Ovest   | Horst Meyer, Dirk Schreyer, Rüdiger Henning Wolfgang Hottenrott, Lutz Ulbricht, Egbert Hirschfelder Jörg Siebert, Niko Ott, Tim. Gunther Tiersch                          | 6'07"00 |      |
| Argento | Australia        | Alf Duval, Michael Morgan, Joe Fazio Peter Dickson, David Douglas, JR Ranch Gary Pearce, Bob Shirlaw, Tim. Alan Grover                                                    | 6'07"98 |      |
| Bronzo  | Unione Sovietica | Zigmas Jukna, Antanas Bagdonavičius, Volodymyr Sterlik Juozas Jagelavičius, Aleksandr Martyshkin, Vytautas Briedis Valentyn Kravchuk, Viktor Suslin, Tim. Yury Lorentsson | 6'09"11 |      |
| 4       | Nuova Zelanda    | Alan Webster, Wybo Veldman, Alistair Dryden John Hunter, Mark Brownlee, John Gibbons Tom Just, Gil Cawood, Tim. Robert Page                                               | 6'10"43 |      |
| 5       | Cecoslovacchia   | Vladimír Jánoš, Zdeněk Kuba, Oldřich Svojanovský Karel Kolesa, Pavel Svojanovský, Jan Wallisch Otakar Mareček, Petr Čermák, Tim. Jiří Pták                                | 6'12"17 |      |
| 6       | Stati Uniti      | Steve Brooks, Curtis Canning, Jake Fiechter David Higgins, Franklin Hobbs, Paul Hoffman Andy Larkin, Cleve Livingston, Tim. Scott Steketee                                | 6'14"34 |      |